# 1238 Predappia
1238 Predappia è un asteroide della fascia principale del diametro medio di circa 19,96 km. Scoperto nel 1932, presenta un'orbita caratterizzata da un semiasse maggiore pari a 2,6691493 UA e da un'eccentricità di 0,1387861, inclinata di 12,16649° rispetto all'eclittica.
Fa parte della famiglia di asteroidi Adeona.
Il suo nome è un omaggio al paese di Predappio, in provincia di Forlì-Cesena, luogo di nascita di Mussolini.